# 印度革命共产党
印度革命共产党（英語：Revolutionary Communist Party of India）是印度的一个共产主义政党。该党成立于1934年9月3日，分裂自印度共产党。该党的意识形态是共产主义、马克思列宁主义、反斯大林主义。该党的政治立场是左翼。该党的创始人是Saumyendranath Tagore。该党是左翼阵线的成员。目前，该党仅于西孟加拉邦和阿萨姆邦有着非常有限的活动。